# Gryonoides glabriceps
Gryonoides glabriceps (лат.) — вид наездников-сцелионид рода Gryonoides из подсемейства Teleasinae. Южная Америка.

## Распространение
Неотропика: Северная, Центральная и Южная Америка, от Мексики, Коста-Рики и Панамы до Колумбии, Венесуэлы и Эквадора.

## Описание
Мелкие перепончатокрылые насекомые: длина тела около 2 мм. Gryonoides glabriceps отличается от всех других видов Gryonoides тем, что латеральные мезоскутеллярные шипы изогнуты дистально вентролатерально. Самки Gryonoides glabriceps имеют две поперечные щетинконосные полосы на верхней части лица. Вид наиболее близок к G. mexicali и G. rugosus наличием дорсально замкнутого торулярного треугольника, расположенного вентрально от горизонтальной срединной линии верхней части лица, и отличается от них щетинистым дорсальным метаплевральным полем, отсутствием передних проподеальных ямок и дистально вентролатерально изгибаются латеральные мезоскутеллярные шипы. Длина щетинок на флагелломерах самца у G. mexicali и G. rugosus короче ширины жгутика, тогда как у G. glabriceps щетинки в 2 раза длиннее ширины жгутика. Имеют два мезоскутеллярных шипика, удлиненный наличник. Предположительно, как и близкие группы, паразитоиды яиц жужелиц. Вид был впервые описан в 1920 году, а его валидный статус подтверждён в ходе ревизии, проведённой в 2021 году канадским гименоптерологом Любомиром Маснером и его коллегами.